# Перинатална асфиксија
Перинатална асфиксија позната и као хипоксично-исхемијска енцефалопатија је патофизиолошки поремећај који може настати код плода у току трудноће и/или порођаја, као последица нарушене гасне размене кроз плаценту (интраутерусна и интрапартална асфиксија) или плућа (постнатална асфиксија). Поремећај размене гасова резултује неадекватним снабдевањем ткива кисеоником (хипоксија), недовољном елиминацијом угљен-диоксида (хиперкапнија) и водоничних јона (лактатна ацидоза). Као последица ових промена јавља се исхемија (недовољан проток крви кроз ткива и органе).У случају тешке хипоксије и ацидозе, долази до поремећаја функције миокарда са развојем хипотензије и исхемије, што може узроковати даље погоршање снабдевања ткива и органа кисеоником, као и елиминацију лактата и угљен-диоксида.

## Дефиниције нарушене размене гасова у организму
Асфиксија или гушење
Као појам, асфиксија  је изведен из грчких речи ἀ-σφύξη које у буквалном преводу значи „заустављање пулса или без пулса“. Овај термин се односи на мулти-етиолошки скуп фактора у којима постоји неадекватна испорука, унос и/или коришћење кисеоника у ткивима/ћелијама организма, најчешће праћена задржавањем угљен-диоксида.
Иако се недостатак кисеоника може јавити у многим болестима због неадекватне апсорпције и/или испоруку кисеоника (нпр, хронична опструктивна болест плућа), појам асфиксија користи се да означи она стања која су повезани са; поремећајима концентрације гасова у атмосфери и механичким и хемијским учинцима који директно доводе до овог поремећаја.
Удушење
Недостатка кисеоника и појава вишка угљен-диоксида у крви и ткивима, након компресије дисајних путева изазваним дављењем (нпр вешањем), затварањем лумена дисајних путева едемом слузокоже или аспирацијом страног садржаја или предмета, или драстичан пад притисак у вештачкој атмосфери.
Глад за кисеоником
Недостатак кисеоника који се развија као резултат физичких утицаја, ометања дисање, са пратећим акутним поремећајима централног нервног система и циркулације крви ...или престанак спољашњег дисања изазван механичким узроцима, што има за последицу отежани или потпуни престанак дотока кисеоника у организам и акумулације угљен-диоксида у њему.

## Епидемиологија
Перинатална асфиксија или хипоксично-исхемијска енцефалопатија карактерише се клиничким и лабораторијским доказима акутне или субакутне повреде мозга услед асфиксије. Примарни узроци овог стања који су системска хипоксемија и/или смањен церебрални проток крви узрокује 840.000 или 23% свих неонаталних смрти на глобалном нивоу.
Перинатална асфиксија је проглашена за један од 20 водећих узрока оптерећења болестима у свим старосним групама (у смислу година инвалидитета прилагођених година) од стране Светске здравствене организације и пети је највећи узрок смрти деце млађе од 5 година (8%). Иако су подаци ограничени (пре свега због недостатка података из земаља у развоју), перинатална асфиксија сваке године изазове 920.000 неонаталних смртних случајева, а директно је повезана са још 1,1 милиона мртворођених беба. Више од милион деце која преживе перинаталну асфиксија развијају проблеме као што су церебрална парализа, ментална ретардација, потешкоће у учењу и друге потешкоће.

## Етиопатогенеза
Асфиксија детета може бити последица патолошког процес у току трудноће и порођаја, као и током раног неонаталног периода. Сматра се да су препартални фактори одговорни за 4-20% случајева асфиксије а интрапартални (прекид протока крви кроз пупчаник, нарушена плацентна перфузија, трауматски порођај, поремећај оксигенације мајке) за 56-80%. Веома често, пре и интрапартални узроци асфиксије су удружени, тако да се узрок асфиксије не може прецизно одредити. Изолована поспартална асфиксија се јавља код мање од 10% случајева асфиксије.
Фаза циркулаторне компензације
Ову фазу очуваног протока крви кроз виталне органе која се назива и фазом циркулаторне компензације са „централизацијом“ крвотока, карактеришешу следећипатофизиолошки механизам перинаталне асфиксиј:
- редистрибуцију крвотока ради очувања циркулације кроз виталне органе — срце, мозак, надбубрежне жлезде. У том циљу, долази до вазоконстрикције
- смањеног протока крви кроз „периферне органе“ — кожу, мишиће, бубреге, гастринтестинални тракт.

фаза циркулаторне декомпензације.
Уколико је асфиксија пролонгирана, настаје фаза циркулаторне декомпензациј. У њој периферна вазоконстрикција доводи до оптерећења миокарда, смањеног прилива крви у десно срце, редукцију минутног волумена срца и развојем системске хипотензије и исхемије у свим органима, укључујући и виталне.

Оштећења ткива и органа новорођенчета која настају као последица асфиксије („неонатални постасфиктични синдром“) имају широк спектар испољавања, од којих је најбоље проучено хипоксично-исхемично оштећење мозга, хипоксично-исхемична енцефалопатија (ХИЕ).У већини случајева ХИЕ је удружена са постасфиктичним оштећењима других органа и органских система. 
 Оштећења осталих органа обухватају различите промене на кардиоваскуларном систему, плу ћима, бубрезима, гастроинтестиналном тракту, јетри, надбубрежним жлездама, хематопоезном систему.

## Оштећења срчаног мишића
Оштећење функције миокарда услед асфиксије узроковано је исхемијом срчаног мишића, најчешће је пролазног типа и манифестује се:
- ослабљеном контрактилношћу,
- смањеним срчаним избачајем,
- трикуспидном регургитацијом.
- ређе тежим оштећења миокарда (када новорођенчад испољавају респираторни дистрес, знаке срчане инсуфицијенције и кардиогеногшока).
- увећање срчане сенке,
- типичне ЕКГ промене у облику депресија СТ сегмента у средњим одводима и инверзан Т талас у левим одводима. Одржавање наведених ЕКГ промена након 72 сата од рођења је неповољан прогностички фактор за преживљавање.[14]
- смањена ејекциона фракција леве коморе и редукована фракција скраћења су типични ехокардиографски налази.
- повишена концентрација тропонина Т и И, и корелише са тежином асфиксије и каснијим психомоторичким развојем ове деце.[11][14]

## Функционална оштећења бубрега
Акутно оштећење бубрега (АОБ), које је често са повећаним ризиком за смртни исхода, сматра се једним од најчешћих постасфиктичких поремећаја, са учесталошћу и до 50% новорођенчади са асфиксијом.
Степен и врста оштећења бубрежне функције зависе од тежине асфиксије и њеног трајања. Блажи облици асфиксије узрок су транзиторног поремећаја концентрационе способности бубрега. Код тешке асфиксије долази до дифузног тубулског поремећаја који се манифестује нарушеном реапсорпцијом воде и јона натријума, као и смањењем гломерулске филтрације.
На акутно оштећење бубрега треба посумњати уколико постоји повишена концентрација креатинина у серуму и смањена диуреза. Међутим, не треба заборавити да код значајног броја новорођенчади са асфиксијом бубрежна инсуфицијенција постоји и поред очуваног измокравања (неолигурични тип акутног оштећења бубрега).

## Постасфиктични гастроинтестинални поремећаји
Постасфиктични гастроинтестинални поремећаји су одређена стања, попут:
- Нетолирасања храњења — које је најчешће узроковано пролазним поремећајем интестиналног мотилитета услед губитка неуралне регулације и/или инхибиције моторне контроле код новорођенчади са асфиксијом. Манифестује се абдоминалном дистензијом, одложеним гастричним пражњењем и настанком опструкције.[11]
- Некротизујућег ентероколитиса — је превасходно болест превремено рођене деце, јавља се код новорођенчади са перинаталном асфиксијом најчешће у првим дана живота. Класична клиничка слика абдоминалне дистензије, резидуалног билијарног садржаја у желуцу и појаве крваво-слузавих столица уз карактеристичан радиографски налаз представљају основ дијагнозе.
- Оштећења функције јетре — изазване су хипоперфузијом ткива, и манифестују се поремећајем синтетске, екскреторне и детоксикационе функције. Најчешће се региструју повишене вредности серумских трансаминаза, које се одржавају неколико дана по рођењу. Нарушена синтетска функција јетре узрок је поремећаја коагулације (продужене протромбинско и активисано парцијално тромбопластинско време) и хипогликемије.[11][14]

## Поремећај респираторних функција
Хипоксемија која је узрок цијанозе, респираторни дистрес и честа потреба за механичком вентилацијом заједничка су карактеристика поремећаја респираторних функција.
Поред синдром аспирације меконијума и перзистентна плућна хипертензија новорођенчета, као најбоље проучени плућни постасфиктични синдроми, могу се јавити и оштећења респираторне функције због плућног едем и акутног респираторног дистрес синдром.

## Синдром аспирације меконијума
Синдром аспирације меконијума (МАС) је респираторни дистрес узрокован присуством меконијума у плућима новорођенчета, уз карактеристичан рендгенски налаз на плућима. Настаје испуштањем меконијума у материцу пре рођења детета. Он може да буде знак феталног дистреса, изазваног „патњом” плода. Како је меконијум врло иритантан за плућа, ако се у њима појави у већим количинама, може да делује надражајно и изазове делимичну или потпуна опструкција дисајних путева, хиперинфлацију, ателектазу, пнеумонитис и класичну инфламацијску реакцију.
Боље познавање патофизиолошких механизама оштећења плућа меконијумом, довело је до унапређења лечења ове новорођенчади, пре свега у смислу примене терапије сурфактантом (лаважа плућа раствором сурфактанта и његова ендотрахеална инстилација) , савремених модалитета механичке вентилације и спречавања настанка и савременог приступа лечењу компликација.